# Худяшово
Худяшо́во — село в Ленинск-Кузнецком районе Кемеровской области. Входит в состав Драченинского сельского поселения.

## География
Центральная часть населённого пункта расположена на высоте 169 м над уровнем моря.

## Население
| 2010 |
| ---- |
| 341  |

### Половой состав
По данным Всероссийской переписи населения 2010 года, в селе Худяшово проживало 341 человек (160 мужчин, 181 женщина).

## Известные уроженцы
- Едакин, Виктор Макарович (1925—1972) — советский военнослужащий, младший сержант. Полный кавалер ордена Славы.